# ケイジとケンジ〜所轄と地検の24時〜
『ケイジとケンジ 所轄と地検の24時』（ケイジとケンジ しょかつとちけんのにじゅうよじ）は、2020年1月16日から3月12日までテレビ朝日系「木曜ドラマ」枠で放送されたテレビドラマ。主演は桐谷健太と東出昌大。
月9ドラマ『HERO』や大河ドラマ『龍馬伝』を手がけた福田靖のオリジナル脚本により、決して交わることのない元体育教師の異色の所轄署刑事と地方検察庁の超エリート検事の2人が時にぶつかり合いながらもタッグを組み、自身の正義感を武器に横浜を舞台に難事件に立ち向かっていく姿を描く。
2023年4月13日から6月8日まで、続編となる『ケイジとケンジ、時々ハンジ。』（ケイジとケンジ ときどきハンジ）が同じく「木曜ドラマ」枠にて放送された。第1作と異なり、桐谷が単独で主演を務める。
本稿では便宜上、第1作をS1、続編をS2の略称で表記する。

## キャスト
仲井戸豪太（なかいど ごうた）〈36 → 39〉
演 - 桐谷健太
本作の主人公。神奈川県警横浜桜木警察署に異動した刑事。普段から関西弁で話す。私立高校の体育教師から転職した（過去に治安の悪い学校に勤務しており、「生徒たちを救いたい」と考えたため）。
体育会系の性質もあってか、何かあると突っ走ってしまう悪いクセがある。声も大きく、空回りしがち。頭で考えるよりも先に動くタイプ。
教師から刑事になったこともあり「市民の目線による考え」を持っており、つい上層部であっても物申してしまう。いつまでも新人扱いされるのが不満である。
性格など、自分とは正反対の修平とは衝突することが多い。修平がみなみに度々アプローチすることも不服に感じている（S1）。

真島修平（ましま しゅうへい）〈32〉
演 - 東出昌大（S1）
本作のもう1人の主人公。横浜地方検察庁みなと支部所属検事。東京大学法学部および法科大学院を卒業したエリート。豪太とは対照的でクールで冷静沈着に仕事をこなす。
嫌いな食べ物はトマト。
エリートであるが故、だいぶ感覚がズレている傾向があり、市民感覚にも希薄な部分がある。検事になって5年目だが、未だに重大案件を任せてもらえないのが不満である。出世のため、樫村へのヨイショを忘れない。「刑事は駒」と認識しており、イチイチ電話で細かい指示を出してくるため、豪太をイラつかせている。フェミニストを自認しているが、他人のミスに対してねっちこい。
自身のサポートを担当するみなみには好意を抱いており、何度も食事に誘っているが断られている。
みなみが豪太の妹だと初めて知った時には激しく動揺していたが、その後も懲りずにアプローチを続けている。
仲井戸みなみ（なかいど みなみ）〈33 → 36〉
演 - 比嘉愛未
豪太の妹。横浜地方検察庁みなと支部の立会事務官。修平のサポートを担当している。
事件関係者などの心情にも深く分け入る機転の良さがあり、時に修平にひと言申し添えるなどの積極性も見られる。
突然、自分の部屋に転がり込んできた豪太の猪突猛進ぶりに呆れている。
関西出身だが横浜暮らしが長いため、基本的には標準語を使っている。が、豪太にツッコミを入れるときやキレるときなどは関西弁を使う。
特技はオセロ。
回を追うごとに修平への当たりはキツくなっていた（S1）。

### 神奈川県警横浜桜木警察署
S2では横浜みなとみらい署に改称されている。
目黒元気（めぐろ げんき）〈28 → 31〉
演 - 磯村勇斗
刑事。昇進試験に合格したため、階級は巡査部長。豪太より階級は上だが、「メグちゃん」と呼ばれる。中高は卓球部（スマッシュは1度も打ったことがない）。
安定した将来を手にするために出世を第一に考えており、「ミスをせず堅実に職務を全うする」のが信条。真反対の性格の豪太には日々振り回されており、豪太には「冒険しない」「挑戦しない」と宣言する。
ただし、根本的には弱者を守り悪を憎む強い正義感を持ち合わせており、自分勝手な動機で殺人を犯してその罪を他人になすり付けようとした犯人を一喝したこともある。
ひかるに気がある様子（S1）。
アメリカへ警備担当外交官として赴任。警部補に昇進後、みなとみらい署へ戻ってくる（S2）。豪太からは変わらず「メグちゃん」と呼ばれる。アメリカ生活の影響からときどき英単語が出てしまう。
江戸係長の退職後、強行犯係の係長に昇進（S2第5話）。
毛利ひかる（もうり ひかる）〈26〉
演 - 今田美桜（S1）
刑事。男性陣からの愛称は「ひかるちゃん」。
裏表のないサバサバした性格。愛嬌はあるが、普段の言葉遣いは荒っぽい。刑事という職業と男性ばかりの環境のせいで女子力低下に悩んでいる。
職場の若い男性には興味がなかったが、豪太の影響で挑戦する姿勢を見せ始めた目黒の仕事に積極的に協力するなど、彼女も豪太の間接的な影響を受けつつある。
記憶力は良いほうであり、職務も全うしている。
多胡永吉（たご えいきち）〈48〉
演 - 矢柴俊博（S1）
捜査課係長。階級は警部補。部下である豪太の暴走をいつも気にかけ、ツッコみを入れている。日々、「風紀が乱れること」はよしてほしいと願っている。

桂二郎（かつら じろう）〈55〉
演 - 菅原大吉（S1）
刑事。出世を望まぬ頼もしきベテラン。
常に沈着冷静（取り調べも同様）。いつも後輩のことを温かく見守っている。
捜査中には膝と腰を痛めた。
大貫誠一郎（おおぬき せいいちろう）〈60〉
演 - 風間杜夫（S1）
署長。階級は警視正。豪太にとっての最大の理解者。
非常に温厚で寛大な人柄。「常に警察と検察は同等の立場にいるべき」との考えを持っている。
樫村とは将棋をする仲であるが、負けた日には機嫌が悪い。
江戸一（えど はじめ）〈55〉
演 - 古田新太（S2第1話 - 第4話）
強行犯係の係長。ノンキャリア組。骨太さと大人の礼節を併せ持つ男。
第4話にて家庭の事情により退職した。
牛島正義（うしじま まさよし）〈39〉
演 - 伊藤淳史（S2）
桜木署から改称された横浜みなとみらい署の初代署長。警察庁で将来を嘱望される若きエリート。既婚。娘がいる。
高校時代に横行していたクラスメイトへのいじめを止めることができなかったことについて罪悪感を持っており「少しでも多くの人が幸せでいられる世の中にしたい」と思ったことが警察官志望の理由。
原口奈々美（はらぐち ななみ）〈27〉
演 - 岡崎紗絵（S2）
強行犯係に所属する刑事。刑事らしからぬファッション＆愛嬌のある性格。愛称は「ハラちゃん」。
幼い頃に近所で通り魔事件があり、小学生が犠牲となったことで「悪い奴を捕まえる」と刑事を志した。正義感の強さを秘めた女性。
岸本凛（きしもと りん）〈30〉
演 - 長井短（S2）
強行犯係の「毒舌」刑事。一見ヤル気がなさそうだが、実は面倒見は良く、頼れる刑事。

### 横浜地方検察庁みなと支部
日下直樹（くさか なおき）〈31〉
演 - 渋谷謙人（S1）
検事。東京大学在学中に司法試験に合格したエリート。
「警察の存在は検察よりも劣る」と見ている点においては修平と似た性格。被疑者を見下した言動も見受けられ、自分は優秀であると思い込んでいる。
亀ヶ谷と森岡からは「友だちが1人もいない」と言われていた。
元気のことは「目白」と呼び間違えた。
樫村や持丸には頭が上がらず、自信をアピールするときは声が大きくなる。
森岡奈緒子（もりおか なおこ）〈26〉
演 - 奥山かずさ（S1）
立会事務官。日下のサポートを担当している。
勝手に競い合っている検事たちの様子を観察するのが何より好きである。
持丸栄（もちまる さかえ）〈55  → 不明〉
演 - 峯村リエ
女性検事。若手育成に定評がある。修平ら後輩のことは苗字で呼び捨て。
部長検事である樫村から、よく相談を受ける。修平と日下には「被疑者をクロと決めつけない」と教える。
ヤクザ相手だろうが淡々と取り調べを行い、黙らせてしまう。
豪太からは「（持丸の）おばちゃん」と呼ばれている。
S2では支部長に昇格した。
亀ヶ谷徹（かめがや とおる）〈30 → 36〉
演 - 西村元貴
立会事務官。持丸のサポートを担当している。
ベテラン女性検事である持丸の下で常にストレスとプレッシャーと闘いながら、持ち前の粘りで乗り切っている。
S2では検事に昇格している。
樫村武男（かしむら たけお）〈53〉
演 - 柳葉敏郎（S1）
部長検事で修平の上司。「検察は常に冷静でなければならない」が信条。
かつて東京地方検察庁特捜部に所属しており、鬼検事と恐れられていた。融通が利かず、市民感覚が極度にズレている傾向にある修平に対し、なかなか重大案件を任せる勇気が持てずにいる。
現在、禁酒中である。
大貫とは将棋をする仲。将棋のこととなると慌ててしまう。
矢部律子（やべ りつこ）〈35〉
演 - 中村アン（S2）
上昇志向の強い検事。「東京地検特捜部に上がりたい」と大きな事件を担当して功績を上げようと躍起になっている。元ミス東大。
イラつくとヤケ食いをする。
三崎遥（みさき はるか）
演 - 久住小春（S2）
立会事務官。矢部のサポートを担当している。
新婚で、いつも指輪をいじっているため、被疑者の取調べ中に矢部から注意されている。
二階堂俊介（にかいどう しゅんすけ）〈47〉
演 - 北村有起哉（S2）
新たに着任した検事。普段は覇気がないが、仕事となるとエリート意識が強い。刑事を見下す一方、判事に対してはコンプレックスの塊で人見知り。赴任当初は陰で「冴えないオッサン」と言われてしまい、「人柄も普通」認定される。
豪太の妹・みなみに一目惚れするも、元ミス東大の矢部のことはスルーした。
沢健人
演 - 小松利昌（S2）
立会事務官。亀ヶ谷のサポートを担当。

### 横浜地方裁判所みなと支部
諸星美沙子（もろぼし みさこ）〈47〉
演 - 吉瀬美智子（S2）
「氷点下100度の女」の異名を持つ判事。捜査内容に少しでも穴があれば「証拠が薄い」と請求を却下する。
過去に二階堂と交際していた（本人曰く「黒歴史」）。
以前は宮沢かほりと同僚だった。
狛江稔（こまえ みのる）
演 - 本多力（S2）
センター分けで公家顔の判事。甘いものが好き。
清松慎二
演 - 大川航（S2）
裁判所事務官。

### その他
田口健介（たぐち けんすけ）
演 - 湯江タケユキ
豪太の先輩警官。桜川橋交番に勤務。階級は巡査部長。第一話では豪太とともに表彰されるが、表彰時に刑事を希望した豪太が派出所勤務を離れたことが少し面白くない。
第二話以降も現場警戒線の哨戒や、犯人に職務質問するなど、常にエピソードに係わっている。
宮沢かほり（みやざわ かほり）〈50〉
演 - 奥貫薫
飲食店「OKAZU-YA」の女主人。
3年前に母が亡くなって以降、裁判官を辞職して店を継いだ。裁判官であった経験が生きていて、修平やみなみ、ときには豪太の良き相談相手となる。
大野純（おおの じゅん）〈26〉
演 - ぎぃ子
「OKAZU-YA」で働く看板娘。しっかり者。
時には修平やみなみと恋バナをしたり相談事に乗ることもある。
チェスの経験者。将棋はやったことがなかったが、S1第6話では樫村をビギナーズラックで破ってしまった。

### ゲスト

#### S1

##### 第1話
滑川秀幸（なめかわ ひでゆき）
演 - 馬場徹
平成6年3月20日生まれで、豪太の高校体育教師時代の教え子。
料理人として頑張ろうとしていたが、仕事が長続きせずに苦しんだ末、空き巣をしてしまうようになり、それが繰り返されていった。
空き巣で逮捕されたとき、検察の取り調べで思わず人を殺したかもしれないと言ったことが大問題に発展した。しかしながら司法で立件はできず、窃盗26件と住居侵入1件の罪で検察の求刑懲役5年で起訴された。
川尻光恵（かわじり みつえ）
演 - しのへけい子
落書きをした罪で修平に起訴された女性。
堀伸行（ほり のぶゆき）
演 - 田中聡元
桜木警察署盗犯係の刑事。
藤宮大悟（ふじみや だいご）
演 - 尾花かんじ（最終話）
神奈川県警本部長。

##### 第2話
猫田一也（ねこた かずや）
演 - 稲葉友
フリーター。
会社員と口論になり歩道橋の階段から突き落として重傷を負わせてしまって逃亡。しかし、逃走中に田口に職質を受けて逮捕される。豪太の尋問に学歴などを答え、最後には犯行を認めた。だが、検察に送検されてから証言を翻し犯行を否認し、自白は強要されたものだと主張した。
犬塚桂（いぬづか けい）
演 - 橘さおり
被害者の妻。重体で意識を取り戻さない夫を病院で看病する。
西田髙志（にしだ たかし）
演 - 小日向星一
事件を目撃できる家にいる、20歳のひきこもり。
犬塚玲奈（いぬづか れな）
演 - 古山椛葉
被害者の娘。重体の父のことが心配でならない。

##### 第3話
赤松龍樹（あかまつ たつき）
演 - 土井よしお
バー「ルート66」の店主。自分の店で脇腹を刺されて殺害されているのを発見された。
瀬川大介（せがわ だいすけ）
演 - 薬丸翔
赤松殺害事件の容疑者。アリバイがなく、動機があり、他に容疑者がいない。
そのため、県警一課は逮捕して尋問しようとするが、飄々として認めることは認めて嘘も付かず、物証も一向に出てこない。
三浦舞（みうら まい）
演 - 古畑星夏
ガールズバーの店員。源氏名は「ミク」。瀬川と写っているSNS投稿から捜査線上に浮上。豪太にしつこく来店されて困惑している。
谷健太郎（たに けんたろう）
演 - 田村健太郎（第6話・最終話）
神奈川県警捜査一課の刑事。
小此木義人（おこのぎ）
演 - 西村直人（第6話・最終話 / S2第5話）
神奈川県警捜査一課の刑事。
園辺礼治（そのべ れいじ）
演 - 松本ししまる
神奈川県警捜査一課の刑事。
曽根崎誠（そねざき まこと）
演 - 田野倉雄太
神奈川県警捜査一課刑事。
見城長一郎（けんじょう ちょういちろう）
演 - 池田成志（第6話・最終話 / S2第5話・最終話）
神奈川県警捜査一課長。通称は「落としの長さん」なのだが、瀬川の飄々とした受け答えに糸口を見いだせずギブアップしてしまう。
6話では半田二郎が殺害されている疑いが出たことで再登場するが、生きている二郎が発見され、早々に引き上げざるを得なくなる。

##### 第4話
太郎丸直樹（たろうまる なおき）
演 - 大東駿介
3ヶ月前まで、2年間に渡ってみなみと同棲していた元カレ。
別れてすぐに貴理子を口説いて付き合い始めた。しかし、彼女の過剰な連絡にうんざりして別れを切り出し、その後、自宅前に置いてあったバイクのタイヤに火を付けられた。
豪太から「チャらい」と言われ、みなみからは「ろくな死に方をしない」と言われる。
石田貴理子（いしだ きりこ）
演 - 阿部純子
2ヶ月前に合コンで太郎丸に口説かれて交際を開始したが、上述の理由で別れを切り出された。その時には穏便に別れたが、直後に植木鉢を落とした疑惑が浮上し、その後にバイクに火を付けたのでは、といわれている。取り調べには素直に応じるが、みなみからは「怖い」「女は分からない」と見られている。
器物破損か放火かが争点となり、植木鉢の件も含めて殺人未遂を問えるかも検討される。
親しい友人が1人もいない。
林原俊也（はやしばら としや）
演 - 牧田哲也
石田貴理子の元カレ（既婚者のため、不倫の関係）。貴理子に別れを切り出したのち、マンションの7階から落下してきた植木鉢が右肩を直撃し、複雑骨折した。

##### 第5話
源義和（みなもと よしかず）
演 - 深水元基
路上で酔っ払いと絡み合いになり相手が流血してしまい逃げようとして現行犯逮捕された。この事件自体は相手が悪いことが防犯ビデオ映像で証明された。
しかし、ひかるが3年前の暴行事件の人相書きと酷似していることに気付き、釈放直後に別件逮捕された。
神田川博史（かんだがわ ひろし）
演 - 堀井新太
弁護士。東大法学部をトップで卒業した。親は医者だが、兄が継いでしまったため弁護士になった。バリバリのヤリ手弁護士で、目黒の同級生。
源の親が重要クライアントなので、なんとしても実刑判決を回避するべく、上述の防犯ビデオの確保や、下記の示談の交渉などを進める。
伊勢谷徹（いせや とおる）
演 - 池岡亮介
3年前の暴行事件の被害者。店内の2階から投げ落とされ、脊椎損傷で車椅子生活となった。以前はBリーグの有名チームに内定していた有力バスケ選手。
現在は車椅子バスケに前向きに取り組んでおり、3年前の事件について神田川から500万円の示談を申し入れられて迷っている。
伴
演 - 石井洋祐
伊勢谷が勤務していた居酒屋の店長。

##### 第6話
半田一郎（はんだ いちろう）
演 - 長谷川朝晴
コンビニ強盗しようとして女性店員と揉み合いになる。逃げ出した所を店長の投げたカラーボールを目出し帽に直撃されピンクのパンダ状態になってしまう。緊急通報を交番で聞いたひかると遭遇して逮捕され、彼女の尋問の上で送検された。しかし、彼の二郎名義の免許証の写真がどう見ても別人であることから事態は意外な方向へ。
半田二郎（はんだ じろう）
演 - 駒木根隆介
一郎の弟だが、失踪して現在はホームレス。一郎が二郎の免許を乗っ取っていたことから殺害されたかと疑われたが、ひかるの懸命の聞き込みでホームレスをしているのを発見される。
青木鏡子（あおき きょうこ）
演 - 今井れん（第7話）
ひかるを誘って3対3の合コンを催す主催者。今日の合コンは質が高いと参加する二人に気合を入れていた。
相原由美（あいはら ゆみ）
演 - 今村美乃（第7話）
上記合コンの参加者でひかるの友人。ひかるに頼まれて、彼女は自分の会社の受付嬢だということで口裏を合わせる。
長田（ながた）
演 - とにかく明るい安村
コンビニ「モンマート」の店長。強盗未遂犯が逃亡するのに、かなりの遠距離から見事にカラーボールを命中させた。甲子園球児だったらしい。
牧野小春
演 - 羽瀬川なぎ

田ノ中敬三（たのなか けいぞう）
演 - 原金太郎
ラーメン店「田ノ中」の店主。客に自家製チャーシューを持ち帰らせたため、食品衛生法違反で起訴される。

##### 第7話
久保田明（くぼた あきら）
演 - 濱正悟
集団暴行事件の主導役として疑われ、任意同行から逮捕された。高校時代のサッカー部の繋がりで、そのリーダー格。美人マネージャーの小山きらと以前付き合っていたが、彼女が後輩の江島と付き合いだしたことを妬んでの犯行を疑われた。
宮前幸介（みやまえ こうすけ）
演 - 柾木玲弥
久保田と同じ高校のサッカー部で同学年。久保田の顔色を窺う存在だったが、実は彼も小山きらを好きだったという情報があり、主犯の疑いが生じる。高校時代からヌンチャクを使っており、それが被害者の骨折凶器ではないかと疑われた。
黛友之（まゆずみ ともゆき）
演 - 今井悠貴
久保田と同じ高校のサッカー部で二学年下。被害者も含めた４人グループでは一番年下なので、使い走り的存在。しかし、彼も小山きらのファンで、写真の盗み撮りをしていたという。
江島陸（えじま りく）
演 - 永田崇人
久保田と同じ高校のサッカー部で一学年下。上記の３人に因縁を付けられて公園で一方的に暴行を受ける。発見された時は右脛を骨折していた。原因は、久保田の元カノである小山きらと付き合い始めたことだった。
小山きら（こやま きら）
演 - 森高愛
久保田と同じ高校のサッカー部マネージャー。ゆるふわの小悪魔系キャラクターでサッカー部のマドンナだった。在学中に久保田と付き合っていたが、最近になって江島と付き合いだした。しかし、事件を知って江島の見舞いに病院を訪れ、いきなり別れを切り出した。ひかるは、その場面にたまたま遭遇し、彼女が一番悪いのではないかと感じる。その後すぐに、また別の男とデートしているシーンが最後に映った。

##### 第8話
三崎笑美（みさき えみ）〈6〉
演 - 渋谷南那
桜橋交番前を夜間に裸足で歩いている所を田口に保護された。全身に15カ所のあざがあり、虐待の可能性が高いと判断されたが、後に実際は母親の内縁の夫である久我山による暴行と判明した。
三崎真由子（みさき まゆこ）
演 - 桜井ユキ
笑美の母親。三年前に離婚しているシングルマザー。スーパー店員。交番にやってきて娘を返して欲しいと強硬に訴えるが、虐待の可能性があるため任意同行を求められる。後に実際は久我山からDVを受けていたことが判明した。
久我山勝也（くがやま かつや）
演 - 桐山漣（最終話）
真由子の内縁の夫。半グレ集団「ベイシャークス」のメンバーでもある。
加瀬沢太一（かせざわ たいち）
演 - 三村和敬
管内で段田を相手に決闘をしていた疑いで逮捕された。
段田挙志郎（だんだ きょしろう）
演 - 松永拓野
管内で加瀬沢を相手に決闘をしていた疑いで逮捕された。
澤登大介（さわのぼり だいすけ）
演 - 木村龍（最終話）
上記両人の決闘の立会人とされ逮捕されるも否定する。
佐々木憲吾
演 - 古澤蓮

##### 最終話
清原浩晶（きよはら ひろあき）
演 - 水野智則
男三人組が暴行殺人事件を犯す所を見つけた遺体の第一発見者。
金井裕子（かない ゆうこ）
演 - 搗宮姫奈
ベイシャークスの経営するベイズでホステスをさせられていた家出少女。
椿健人（つばき けんと）
演 - 森谷勇太
ベイシャークスの幹部メンバー。

#### S2

##### 第1話
林田裕紀
演 - 大橋和也（なにわ男子）
母親と2人暮らしの専門学校生。勝山が倒れていた現場から逃走した青年。
勝山康平〈38〉
演 - 川島潤哉
歩道橋の下で後頭部から血を流し倒れ、意識不明となっていた男性。
山田大吉
演 - 中山孟
ひったくり犯。横浜中華街を逃走するが、豪太に逮捕される。
大野一平
演 - 倉元奎哉
矢部に取り調べを受ける被疑者の男性。
長瀬多江
演 - 橋本亜紀
亀ヶ谷に取り調べを受ける被疑者の女性。亀ヶ谷を事務官顔と野次る。
小林宏
演 - 田村智浩
勝山の担当医。
カップル
演 - 永嶋玲、喜瀬マリア
豪太に転落事故を目撃していないかと聞き込みされる。
リポーター
演 - 辻川慶治
『AMMニュース』のリポーター。特殊詐欺グループ送検のニュースを横浜みなとみらい警察署前からリポートする。

##### 第2話
葛城悠真
演 - 山下航平
人気俳優。横浜で何者かにスパナで殴られ、顔を蹴りつけられる。
田中克也
演 - 橋本淳
屋敷マモルと同じく「きざきプロダクション」所属の落ち目の俳優。豪太の取り調べに葛城を襲撃したことを自白し、供述通り凶器のスパナが見つかる。
木崎陽子
演 - 千葉雅子
屋敷マモルの所属事務所「きざきプロダクション」の社長。
屋敷マモル
演 - 楽駆
超人気俳優。
加瀬杏奈
演 - 江藤アリア
若手女優。屋敷とのお泊りデートが報道される。
角田宏昭
演 - 須間一也
葛城悠真の所属事務所社長。
小宮香
演 - 広山詞葉
葛城のマネージャー。
一ノ瀬亮平
演 - もりりょう
「きざきプロダクション」のマネージャー。
宮前五郎
演 - 岡田謙
桜川橋交番で田口が保護した酔っ払い。
マスター
演 - 本多摂
葛城が行きつけの新山下のバー「RUBY BABY」のマスター。
高柳佑、女優
演 - 中村匡志、與儀ケイラ
屋敷マモル出演作品の監督と女優。
リポーター
演 - 大慈弥レイ
葛城が襲われたニュースをみなとみらい署前からリポートする。
ラーメン屋のオヤジ
演 - 柿沼慶典

##### 第3話
秋葉浩二（あきば こうじ）〈32〉
演 - 松川尚瑠輝
傷害致死事件で懲役3年6ヶ月の刑を受け、2週間前に出所したばかりの前科者。
松久保拓郎（まつくぼ たくろう）〈42〉
演 - 野間口徹
傍聴マニア。
松久保三奈江（まつくぼ みなえ）〈40〉
演 - 映美くらら
松久保の妻。
押田徹平（おしだ てっぺい）〈33〉、須賀純也（すが じゅんや）〈39〉
演 - 新名基浩（第7話）、川畑和雄（第7話）
松久保の傍聴マニア仲間。
関直人
演 - 小松健太
豪太が逮捕し、諸星が担当した被告人。懲役1年2月を言い渡される。
弁護人
演 - 川井つと
関の弁護人。
秋葉妙子
演 - 吉田恵利子
秋葉の母親。
傍聴人
演 - 江口信、中津川巧
諸星が担当した裁判を傍聴した40代くらいのひげの男と学生風の眼鏡の男。
小倉幾太郎
演 - 池浪玄八
諸星が担当した窃盗事件の被告の弁護人。
中泉陽次（なかいずみ ようじ）〈42〉、川俣光彦（かわまた みつひこ）〈50〉
演 - 山本栄治、坂中久志（どちらも写真出演）
諸星が過去に担当した強制性交と殺人未遂事件の被告人。
アナウンサー
演 - 本間智恵（テレビ朝日アナウンサー）
女性裁判官が襲われ重傷、犯人は今も逃走中のニュースを伝える。

##### 第4話
三鷹蒼（みたか あおい）〈21〉
演 - 濱田龍臣
大学生。黄金町の無人餃子販売所の窃盗事件に関与したとして連行される。
江戸陽葵（えど ひまり）〈17〉
演 - 飯沼愛（7歳時：寺田藍月）
江戸係長の娘。事件発生時には三鷹蒼とボイスチャットしながらゲームをしていたと証言する。
江戸孝子
演 - 明星真由美
江戸係長の妻。
松川美佳
演 - 川村エミコ（たんぽぽ）
アプリで知り合った男に二股をかけられ、電気スタンドで殴って全治2週間の怪我を負わせた傷害罪で起訴された女。
二川瞬也、野々村翔
演 - 中山翔貴、岩本晟夢
三鷹蒼のゲーム仲間。3人で無人餃子販売所に窃盗で押し入る。
加賀直樹
演 - 大朏岳優
三鷹蒼からアリバイ偽装のために強盗の犯行時間に江戸陽葵とリモートでゲームをすることを頼まれる。
大村早苗
演 - 藤本静
餃子販売所の窃盗事件の犯人に突き飛ばされ、怪我を負った女性。
雷神餃子のスタッフ
演 - 安田敦
雷神餃子販売所の事務所で岸本、目黒と共に防犯カメラをチェックする。

##### 第5話
城山由希子
演 - 黒川智花
神奈川県立桜木高校・第75期卒業生同窓会に出席した牛島が片想いをしていた同級生。製薬会社「ケミカライズ」のラボで働いている。
唐沢吾郎
演 - 忍成修吾
同じく同窓会に出席した卒業生。実家のからさわ書店を継ぐも、1200万円の借金がある。過去に殺された津川亮太郎と一緒にベンチャーIT企業「Karatsuソリューションズ」を立ち上げたが、彼とのトラブルで辞めている。
津川亮太郎
演 - 敦士
同じく同窓会に出席した卒業生。来年上場予定のIT企業「TSUGAWAソリューションズ」のCEO。ワインに混入された劇薬による急性中毒で死亡した。
山中みち
演 - 山田キヌヲ
同じく同窓会に出席した卒業生。城山由希子と津川亮太郎が10年前の同窓会で再会して以来、不倫していたと証言する。
堀和正
演 - 佐野泰臣
同じく同窓会に出席した卒業生。唐沢と津川が一緒に起業したが、トラブルで袂を分かったと牛島に伝える。
磯野浩介
演 - 湯川尚樹
同じく同窓会に出席した卒業生。会社の受付嬢と結婚している。
新橋大輔
演 - 斉藤佑介
同じく同窓会に出席した卒業生。同窓会の模様をスマホで動画撮影していた。
小笠原治
演 - 板倉武志
同じく同窓会に出席した卒業生。独身。
高村茂樹
演 - ゆっきー（キャン×キャン）
同じく同窓会に出席した卒業生。独身。
久保雄二
演 - スチール哲平
同じく同窓会に出席した卒業生。
石村哲也
演 - 山本啓之
同じく同窓会に出席した卒業生。
岡壮平
演 - 松本慎司
神奈川県警捜査一課の刑事。
釣り人
演 - 大野雄大（Da-iCE）
桜川橋緑地の池の魚が大量に死んでいると交番に通報に来る。
店員
演 - 原田えりか
諸星と二階堂が居合わせた定食屋の店員。

##### 第6話
松原未央
演 - 北里琉（子供時代：小井圡菫玲）
平沼高架下での暴行事件を目撃していた中学生。
松原史緒里
演 - 大路恵美
未央の母。
大八木勇二
演 - 両角周
暴行事件の加害者として逮捕された男性。
矢口久志
演 - 舟津大地
暴行事件の被害者。
赤川茂
演 - 大江裕
フリーター。無銭飲食の常習犯として検挙される。
神田昭枝
演 - 真下有紀
暴行事件を目撃し、110番通報した女性。
桜井美智子
演 - 比佐廉
未央が通う横浜市立南幸第三中学校の教師。
高島克彦
演 - Velo武田
ホームレス。暴行事件を止めに入ったが、犯人に突き飛ばされる。
中川隆也
演 - 俵広樹
史緒里が2年前に別れた夫。酒癖が悪く、酔うと暴力を振るっていた。
上川浩
演 - 白仁裕介
「にっこり食堂　やすのぶ」の店主。赤川の食い逃げを証言する。
大竹秀夫
演 - 石黒久也
ラーメン屋の店主。赤川の食い逃げを証言する。
女子中学生
演 - 佐藤七海、田中愛梨（役名：高梨琉花）、鈴木裕菜（役名：稲月瑠奈）、国本姫万里（役名：浜崎優）、久永莉穂（役名：里中麻衣子）、白倉碧空
横浜市立南幸第三中学校に通う、平沼町近辺に自宅のある女子生徒。暴行事件を目撃していないか聴取される。
追われる男
演 - Ahmed A
豪太と奈々美に大八木の事を訊かれ、逃亡する男。
制服警官
演 - 当来庵、竹田茂生
史緒里が離婚前に夫の暴力を相談していた警官たち。事件にしたら面倒だと、何もなかったと言いくるめて帰る。
アナウンサー
声 - 森山みなみ（テレビ朝日アナウンサー）
警察にストーカー行為を相談していた女性が、そのストーカーに切りつけられ重傷とのニュースを伝える。

##### 第7話
水原多恵
演 - 丘みつ子
宅配業者を装った強盗犯に侵入された被害者。小太郎という柴犬を飼っている。
釧路諸介
演 - オラキオ
上記の強盗犯として逮捕された男性。一貫して容疑を否認する。
松平修二
演 - 神保悟志
町田加奈江被告の弁護士。刑事事件専門の曲者。
町田加奈江〈35〉
演 - 楠本千奈
会社の同僚である大貫陽子を帰宅途中に待ち伏せし、ナイフで刺したとして逮捕起訴された女性。事件を担当した目黒が裁判の証人尋問に呼ばれている。
三浦春菜、千葉あかり
演 - 彩羽、平塚日菜
巡回中に遭遇した園児たちの保育園の先生。豪太と岸本に田口が見た白いワゴン車について聞き込みされる。
竹中修吾、林正和、堀之内守
演 - 段隆作、馬場煇平、小川隆将
「ラーメン五郎」の店外に行列していた客。昨日に白いワゴン車を見なかったかと聞き込みされる。
合田琢磨
演 - 蔵原健
亀ヶ谷が取り調べをしているヤクザの窃盗犯。100グラム2500円の牛肉を万引きしたとされている。
山本新造
演 - 古川がん
田口が巡回中に会った老人。ギックリ腰になったことを心配されている。
獣医
演 - 黒藤結軌
保護された小太郎を診察した獣医。

##### 第8話
久保田涼子（くぼた りょうこ）〈36〉
演 - 橋本マナミ
離婚調停中の一児の母。喫茶店で夫の代理人の五十嵐弁護士にグラスを投げつけ、額に怪我を負わせた容疑で逮捕送検された。
五十嵐明（いがらし あきら）〈45〉
演 - 徳重聡
五十嵐法律事務所・弁護士。久保田夫婦の離婚調停の夫側の代理人。
久保田剛（くぼた つよし）〈38〉
演 - 植木祥平
涼子の夫。創業112年の老舗和菓子屋「参寿堂」の次期社長になると目されている。
堀井克也
演 - 須田邦裕
堀井クリニック院長。五十嵐と中学校時代の同級生。
宮原愛
演 - 小林万里子
堀井クリニック看護師。五十嵐の実際の怪我はおでこにコブが出来たぐらいで、実際は全治一週間程度と証言する。
久保田翼（くぼた つばさ）
演 - 岩本樹起
久保田涼子の息子。
客
演 - 酒井謙輔、馬庭良介
「OKAZU-YA」の客。事務次官が拉致された事件は、釈放を決めた裁判官がおかしいなどと語り合う。
店員
演 - 荒川浩平
久保田涼子が缶詰とマヨネーズを万引きした日ノ出町のスーパーの店員。
アナウンサー
演 - 加藤真輝子（テレビ朝日アナウンサー）
傷害容疑で捜査中の女が検察事務官を拉致して逃走のニュースを伝える。
子供
演 - 田中寛人
久保田涼子が停車した車の前の横断歩道を手を挙げて渡る子供。

##### 最終話
阿久津守
演 - 佐野玲於（GENERATIONS）
投資家。
森野さやか
演 - 横田真悠
阿久津の婚約者でもあるモデル。
海老沢修二〈72〉、海老沢敬子〈68〉
演 - 越村公一、水木薫
3人組強盗に入られ、現金500万円を奪われた老夫婦。
近藤恵美
演 - 大網亜矢乃
海老沢夫妻の娘。連絡が取れないと実家に戻ったところ、強盗に入られ拘束された両親を発見する。
井ノ口浩輔〈32〉、大月博人〈20〉、楢林圭一〈32〉
演 - 渡辺光、世古口凌、松村遼
海老沢宅に押し入った強盗三人組。KINGと名乗る人物により、ネットの闇バイト募集で集められた。
片桐萌、黒木愛花
演 - 松元絵里花、新井舞良
森野さやかのモデル仲間。
金沢翔子、安田慎二
演 - 田代琴美、細渕敬史
森野さやかに阿久津守を紹介した女友達とその連れの男。
関悠太郎
演 - 山本栄司
闇バイトとKINGの間の連絡係。
日垣稔、相田一茂
演 - 石川修平、紺野ふくた
KINGの殺人バイト募集に応募してきた男たち。
キャスター
声 - 田畑祐一、鈴木新彩（テレビ朝日アナウンサー）
闇バイトによる強盗、実行犯の起訴、指示役の初公判などのニュースを伝えるキャスター。

## スタッフ
- 脚本 - 福田靖[140]
- 音楽
  - S1 - ワンミュージック[141]
  - S2 - 中村佳紀[142]
- 主題歌
  - S1 - 宮本浩次 「ハレルヤ」（UNIVERSAL MUSIC JAPAN）[143]
  - S2 - Da-iCE「ダンデライオン」（avex trax）[144]
- オープニングテーマ - あたらよ「届く、未来へ」（A.S.A.B）（S2）[144]
- 英語監修 - BAY SIDE
- 検察監修 - 熊田彰英（熊田総合法律事務所）[145]、國井大佑（熊田総合法律事務所）
- 警察監修 - 佐々木成三[146][145]
- 判事監修 - 川尻恵理子（ハロー法律事務所）
- 医療監修 - 中澤暁雄
- 演出
  - S1 - 本橋圭太（アズバーズ）、及川拓郎[147]
  - S2 - 本橋圭太（アズバーズ）、樹下直美（アズバーズ）、松本喜代美（アズバーズ）[140][148]
- チーフプロデューサー - 黒田徹也（テレビ朝日）（S1）[147]
- ゼネラルプロデューサー - 服部宣之（テレビ朝日）（S2）[140]
- プロデューサー
  - S1 - 服部宣之（テレビ朝日）、飯田サヤカ（テレビ朝日）、菊池誠（アズバーズ）、松野千鶴子（アズバーズ）、岡美鶴（アズバーズ）[147]
  - S2 - 齋藤梨枝（テレビ朝日）、菊池誠（アズバーズ）、松野千鶴子（アズバーズ）[140]
- 制作協力 - アズバーズ[147][140]
- 制作 - テレビ朝日（S1）[147]
- 制作著作 - テレビ朝日（S2）[140]

## 放送日程
| 各話                                                                        | 放送日        | ラテ欄                               | 演出     | 視聴率 |
| --------------------------------------------------------------------------- | ------------- | ------------------------------------ | -------- | ------ |
| 第1話                                                                       | 2020年1月16日 | ビッグバディ始動                     | 本橋圭太 | 12.0%  |
| 第2話                                                                       | 1月23日       | 供述を翻す男                         | 本橋圭太 | 09.7%  |
| 第3話                                                                       | 1月30日       | 殺人捜査の最前線                     | 及川拓郎 | 10.3%  |
| 第4話                                                                       | 2月06日       | 法で裁けない女                       | 及川拓郎 | 08.3%  |
| 第5話                                                                       | 2月13日       | 誤認逮捕→殺人未遂!?                  | 本橋圭太 | 09.3%  |
| 第6話                                                                       | 2月20日       | 消えた死体!?                         | 及川拓郎 | 09.9%  |
| 第7話                                                                       | 2月27日       | 五角関係!? 噓つきは誰だ              | 本橋圭太 | 09.7%  |
| 第8話                                                                       | 3月05日       | 嘘を吐くオンナ                       | 及川拓郎 | 09.4%  |
| 最終話                                                                      | 3月12日       | 所轄と地検〜ワンチームで挑む殺人事件 | 本橋圭太 | 09.9%  |
| 平均視聴率 9.9%（視聴率はビデオリサーチ調べ・関東地区・世帯・リアルタイム） |               |                                      |          |        |

- 初回は21時 - 22時9分の15分拡大放送[2]。

| 各話                                                                        | 放送日        | サブタイトル                                         | 演出       | 視聴率 |
| --------------------------------------------------------------------------- | ------------- | ---------------------------------------------------- | ---------- | ------ |
| 第1話                                                                       | 2023年4月13日 | 警察と検察と裁判所の正義がぶつかり合う!              | 本橋圭太   | 8.4%   |
| 第2話                                                                       | 4月20日       | 人気俳優襲撃事件!? 自白に隠された恐ろしい犯罪を暴け! | 本橋圭太   | 9.1%   |
| 第3話                                                                       | 4月27日       | 裁判官襲撃事件発生! そして刑事と判事が急接近…!?      | 樹下直美   | 9.6%   |
| 第4話                                                                       | 5月04日       | 最後の事件…共犯者は係長の娘!?                        | 樹下直美   | 7.4%   |
| 第5話                                                                       | 5月11日       | 同窓会赤ワイン殺人事件!? 被疑者は警察署長!           | 本橋圭太   | 7.4%   |
| 第6話                                                                       | 5月18日       | 関係者全員黙秘!? 目撃者の少女に隠された悲しき真実--  | 松本喜代美 | 8.2%   |
| 第7話                                                                       | 5月25日       | 柴犬は見た!? 緊縛強盗犯を捕らえろ!                   | 本橋圭太   | 7.3%   |
| 第8話                                                                       | 6月01日       | 検察立会事務官拉致事件!? 兄妹の絆で真実を暴け!       | 樹下直美   | 7.6%   |
| 最終話                                                                      | 6月08日       | 禁断のおとり捜査!? 闇バイトの親玉を暴け!             | 本橋圭太   | 8.5%   |
| 平均視聴率 8.2%（視聴率はビデオリサーチ調べ・関東地区・世帯・リアルタイム） |               |                                                      |            |        |

- 初回は21時 - 22時の6分拡大放送[18]。

## その他
本作が横浜が舞台となっていることと、主演の桐谷が中華料理の中でも天津飯が好物であることから、2023年4月17日から6月30日まで本作と横浜中華街がコラボレーションし、「『ケイジとケンジ、時々ハンジ。』×『横浜中華街』天津飯フェス」が開催されている。